# Bailleau-Armenonville
Bailleau-Armenonville település Franciaországban, Eure-et-Loir megyében. Lakosainak száma 1322 fő (2022. január 1.). Bailleau-Armenonville Gas, Soulaires, Yermenonville, Ymeray és Coltainville községekkel határos.

## Népesség
A település népességének változása:
| Lakosok száma | 580  | 818  | 1044 | 1322 | 1422 | 1412 | 1386 | 1376 | 1367 | 1322 |
|               | 1968 | 1982 | 1990 | 2006 | 2013 | 2015 | 2017 | 2019 | 2020 | 2022 |